# Lindigia plagiata
Lindigia plagiata là một loài ruồi trong họ Tachinidae.